# Dialaeliocattleya
× Dialaeliocattleya, (abreviado Dialc) en el comercio, es un híbrido intergenérico entre los géneros de orquídeas Cattleya × Diacrium × Laelia. Fue publicado en Orchid World 6: 61 (1915).